# Голограма для короля
«Голограма для короля» (англ. A Hologram for the King) — американсько-мексиканська комедійна драма режисера і сценариста Тома Тиквера, що вийшла 2016 року. Стрічка створена за однойменним романом Дейва Еггерса. У головних ролях Том Генкс, Александер Блек, Саріта Чаудгурі.
Вперше фільм продемонстрували 20 квітня 2016 року в США на кінофестивалі Трайбека, а в Україні у широкому кінопрокаті показ фільму розпочався 26 травня 2016.

## Сюжет
В американського підприємця Алана Клея все летить коту під хвіст — шлюб розвалюється, бізнес занепадає і ще потрібно знайти гроші для навчання доньки. Від розпачу в Алана виникає божевільна думка — він їде в Саудівську Аравію задля просування свого зухвалого технологічного проєкту.

## У ролях
| Актор                | Персонаж  | Роль                        |
| -------------------- | --------- | --------------------------- |
| Том Генкс            | Алан Клей | американський бізнес-радник |
| Александер Блек      | Юсеф      |                             |
| Саріта Чоудхурі      | Зара      |                             |
| Сідсе Бабетт Кнудсен | Ханне     |                             |
| Бен Вішоу            | Дейв      |                             |
| Том Скеррітт         | Рон       |                             |

## Створення фільму

### Знімальна група
- Кінорежисер — Том Тиквер
- Сценаристи — Том Тиквер
- Кінопродюсери — Стефан Арндт, Гері Гоцман, Аркадій Голубович, Тім О'Хара, Уве Шотт
- Виконавчі продюсери — Геро Баукнехт, Клаудія Блюмгубер, Білл Джонсон, Гастон Павлович, Шервин Пішевар, Джим Сейбел
- Композитор — Джонні Клімек, Том Тиквер
- Кінооператор — Френк Гріб
- Кіномонтаж — Александер Бернер
- Підбір акторів — Нуреддін Абердин, Мішель Гуїш, Аві Кауфман, Ґабі Кестер, Мунір Сегіє
- Художник-постановник — Улі Ганіш
- Артдиректор — Абделла Бааділ, Деніель Чоур, Кай Кох, Марко Трентні
- Художник по костюмах — П'єр-Ів Жейро[8].

### Виробництво
Знімання фільму розпочали 6 березня 2014 року у Марокко.

## Сприйняття

### Оцінки
Фільм отримав здебільшого схвальні відгуки: Rotten Tomatoes дав оцінку 70 % на основі 121 відгуку від критиків (середня оцінка 6,2/10) і 69 % від глядачів зі середньою оцінкою 3,9/5 (7 717 голосів). Загалом на сайті фільми має схвальні оцінки, фільму зарахований «стиглий помідор» від кінокритиків і «попкорн» від глядачів, Metacritic — 58/100 (35 відгуки критиків) і 5,8/10 від глядачів (35 голосів). Загалом на цьому ресурсі від критиків і від глядачів фільм отримав змішані відгуки, IGN — 7,8/10 (хороший), Internet Movie Database — 6,1/10 (10 032 голоси).

### Касові збори
Під час показу в Україні, що розпочався 26 травня 2016 року, протягом першого тижня на фільм було продано 8 560 квитків, фільм показали у 69 кінотеатрах і він зібрав 628 804 ₴, або ж 25 274 $, що на той час дозволило йому зайняти 5 місце серед усіх прем'єр.
Під час прем'єрного показу у США, що розпочався 22 квітня 2016 року, протягом першого тижня фільм показали у 401 кінотеатрі і він зібрав 1 138 578 $, що на той час дозволило йому зайняти 11 місце серед усіх прем'єр. Показ фільму тривав 77 днів (11 тижнів) і завершився 7 липня 2016 року, зібравши у прокаті у США 4 212 494 долари США, а у решті світу 3 532 042 $, тобто загалом 7 744 536 $ при бюджеті 30 млн доларів США.

### Нагороди та номінації
| Нагороди і номінації фільму «Голограма для короля» | Нагороди і номінації фільму «Голограма для короля» | Нагороди і номінації фільму «Голограма для короля» | Нагороди і номінації фільму «Голограма для короля» | Нагороди і номінації фільму «Голограма для короля» | Нагороди і номінації фільму «Голограма для короля» |
| Рік                                                | Кінопремія / Кінофестиваль                         | Категорія / Нагорода                               | Номінант                                           | Результат                                          | Дж                                                 |
| -------------------------------------------------- | -------------------------------------------------- | -------------------------------------------------- | -------------------------------------------------- | -------------------------------------------------- | -------------------------------------------------- |
| 2016                                               | Deutscher Filmpreis                                | Найкращий художній фільм                           | стрічка                                            | Номінація                                          | [ 16 ]                                             |
| 2016                                               | Deutscher Filmpreis                                | Найкращий монтаж                                   | Александер Бернер                                  | Перемога                                           | [ 16 ]                                             |
| 2016                                               | Deutscher Filmpreis                                | Найкращий монтаж звуку                             | Френк Крузе, Матіас Лємперт, Ролянд Вінке          | Перемога                                           | [ 16 ]                                             |

## Музика
Музику до фільму «Голограма для короля» написали Джонні Клімек і Том Тиквер, саундтрек вийшов 20 травня 2016 року на лейблі Lakeshore Records.
| Список треків | Список треків                         | Список треків | Список треків |
| #             | Назва                                 | Виконавець    | Тривалість    |
| ------------- | ------------------------------------- | ------------- | ------------- |
| 1.            | «Mr. Clay»                            | Кріст'ян Ярви | 4:28          |
| 2.            | «Full Steam Ahead»                    | Кріст'ян Ярви | 3:35          |
| 3.            | «Voyager»                             | Кріст'ян Ярви | 6:01          |
| 4.            | «Timeless»                            | Кріст'ян Ярви | 3:48          |
| 5.            | «Marching On»                         | Кріст'ян Ярви | 3:27          |
| 6.            | «Timeless»                            | Кріст'ян Ярви | 1:50          |
| 7.            | «The King is Coming»                  | Кріст'ян Ярви | 3:14          |
| 8.            | «Zahra»                               | Кріст'ян Ярви | 4:08          |
| 9.            | «New Hampshire»                       | Кріст'ян Ярви | 3:59          |
| 10.           | «A Hologram for the King - End Title» | Кріст'ян Ярви | 6:11          |
| 11.           | «Traveler»                            | Кріст'ян Ярви | 3:12          |
| 43:53         |                                       |               |               |

### Виноски
1. ↑  A Hologram for the King (англ.). British Board of Film Classification. Архів оригіналу за 7 серпня 2016. Процитовано 15 серпня 2016.
2. 1 2  A Hologram for the King: Release Info (англ.). Internet Movie Database. Архів оригіналу за 19 березня 2016. Процитовано 15 серпня 2016.
3. 1 2  Голограма для короля. Kino-teatr.ua. Архів оригіналу за 16 липня 2016. Процитовано 15 серпня 2016.
4. 1 2  Rory Cashin (6 травня 2016). Hollywood's comedy crisis with the Middle East (англ.). NewsTalk. Архів оригіналу за 12 грудня 2017. Процитовано 15 серпня 2016.
5. 1 2  A Hologram for the King (англ.). Box Office Mojo. Архів оригіналу за 13 серпня 2016. Процитовано 15 серпня 2016.
6. 1 2 3 4  A Hologram for the King (2016) (англ.). The Numbers. Архів оригіналу за 7 листопада 2017. Процитовано 15 серпня 2016.
7. ↑  A Hologram for the King (2016) (англ.). AllMovie. Архів оригіналу за 20 липня 2016. Процитовано 15 серпня 2016.
8. ↑  A Hologram for the King: Full Cast & Crew (англ.). Internet Movie Database. Архів оригіналу за 24 квітня 2016. Процитовано 15 серпня 2016.
9. ↑  Dave McNary (6 березняня 2014). Sarita Choudhury, Omar Elba Join Tom Hanks in ‘Hologram for the King’ (англ.). Variety. Архів оригіналу за 28 червня 2017. Процитовано 15 серпня 2016.
10. ↑  A Hologram for the King (англ.). Rotten Tomatoes. Архів оригіналу за 26 листопада 2017. Процитовано 15 серпня 2016.
11. ↑  A Hologram for the King (англ.). Metacritic. Архів оригіналу за 5 жовтня 2017. Процитовано 15 серпня 2016.
12. ↑  Max Nicholson (21 квітня  2016). A Hologram for the King review (англ.). IGN.com. Архів оригіналу за 3 червня 2016. Процитовано 15 серпня 2016.
13. ↑  A Hologram for the King (англ.). Internet Movie Database. Архів оригіналу за 17 серпня 2016. Процитовано 15 серпня 2016.
14. ↑  Бокс-Офіс 21 (2016): Дзеркальне відображення. Kino-teatr.ua. Архів оригіналу за 18 вересня 2016. Процитовано 30 серпня 2016.
15. ↑  A Hologram for the King — Ukraine Weekend Box Office (англ.). Box Office Mojo. Архів оригіналу за 14 вересня 2016. Процитовано 30 серпня 2016.
16. ↑  Die Nominierten und Preisträger 2016 (нім.). Deutscher Filmpreis. Архів оригіналу за 5 серпня 2016. Процитовано 15 серпня 2016.
17. ↑  http://www.firstshowing.net/2013/tom-hanks-tom-tykwer-reteaming-to-adapt-a-dave-eggers-novel/
18. ↑  A Hologram for the King (Original Motion Picture Soundtrack) (англ.). Allmusic. Архів оригіналу за 11 жовтня 2016. Процитовано 30 серпня 2016.
19. ↑  filmmusicreporter (6 квітня 2015). ‘A Hologram for the King’ Soundtrack Details (англ.). Film Music Reporter. Архів оригіналу за 10 квітня 2016. Процитовано 30 серпня 2015.